# Paul Maugendre
Pour les articles homonymes, voir Maugendre.
Paul Maugendre, né le 17 juin 1947 à Londres, en Angleterre, est un critique littéraire français, spécialiste du roman policier.

## Biographie
Il commence à travailler aux PTT à 17 ans. De 1982 à 1985, il anime une émission radiophonique sur le roman policier. Puis, sur une autre radio, il présente un livre par jour, du lundi au vendredi, de 1987 à 1995.
Il collabore avec des chroniques et des interviews à la revue 813 et, à la demande de Michel Lebrun, à Polar. Mais également à de nombreuses revues  et fanzines : Normandie Magazine, La Tête en Noir, Caïn, La Vache qui lit, L'Annonce-bouquins, L'Ours polar, La Revue des Amis de San Antonio, La Revue Indépendante...
Il participe aussi à l'élaboration de diverses anthologies, dont L'Année de la fiction (12 volumes) et Années Série noire (5 volumes), puis collabore, sous la direction de Claude Mesplède, à celle du Dictionnaire des littératures policières. Sous celle de Daniel Compère au Dictionnaire du Roman Populaire Francophone, et participe à l'ouvrage édité pour les 50 ans du Fleuve Noir.
Auteur également d'un article dans le Rocambole N° 88/89 pour un dossier consacré à Georges-Jean Arnaud.
Il anime le blog Les lectures de l'Oncle Paul depuis 2011, blog consacré à la littérature populaire.

## Œuvre

### Nouvelles
- Agir, L'Ours polar no 9 (décembre 1998)
- My Name Is Lecouvreur, L'Ours polar no 2 (mars 2000)
- Agir, nouvelle version enrichie dans Dimension New-York 3, Technopolis. Collection Fusée N°88. https://www.riviereblanche.com/

## Sources
- Claude Mesplède (dir.), Dictionnaire des littératures policières, vol. 2 : J - Z, Nantes, Joseph K, coll. « Temps noir », 2007, 1086 p. (ISBN 978-2-910-68645-1, OCLC 315873361).